# (578847) 2014 GJ65
(578847) 2014 GJ65 est un objet transneptunien faisant partie des objets épars avec un diamètre estimé à environ 200 km.